# Turan Air
Turan Air (mã IATA = 3T, mã ICAO = URN) là hãng hàng không của Azerbaijan. Hãng đặt trụ sở ở Baku và có căn cứ ở Sân bay quốc tế Heydar Aliyev

## Lịch sử
Turan Air được thành lập năm 1994. Hiện hãng có các tuyến đường quốc nội và vài tuyến quốc tế.

## Các nơi đến
- Azerbaijan

- Baku
- Ganja

- Nga

- Ekaterinburg
- Moskva

- Thổ Nhĩ Kỳ

- Istanbul

## Đội máy bay
(tháng 4/2007):
- 1 Boeing 727-200
- 1 Tupolev Tu-154M
- 2 Tupolev Tu-154B